# Simon Rolfes
Simon Rolfes (* 21. leden 1982, Ibbenbüren, Německo) je bývalý německý fotbalový záložník, který oblékal deset let dres německého klubu Bayer 04 Leverkusen a také dres německé reprezentace.

## Klubová kariéra
23. října 2013 vstřelil gól v utkání základní skupiny Ligy mistrů 2013/14 ukrajinskému Šachtaru Doněck, Leverkusen zvítězil 4:0.

## Reprezentační kariéra
V A-týmu Německa debutoval 28. března 2007 v Duisburgu proti Dánsku (porážka 0:1).
Zúčastnil se Mistrovství Evropy ve fotbale 2008 v Rakousku a Švýcarsku, kde Německo získalo stříbrné medaile po prohře 0:1 se Španělskem. Nastoupil ve čtvrtfinále proti Portugalsku (výhra 3:2, odehrál kompletní utkání) a v semifinále proti Turecku (opět výhra 3:2, odehrál první poločas, poté jej vystřídal Torsten Frings).